# چشمه کوه‌چنار
چشمه کوه‌چنار از جمله چشمه‌های دهستان مهارلو  در۳۵ کیلومتری شیراز استان فارس است.
این چشمه در ۵۳ کیلومتری شهر سروستان و در روستای مهارلو واقع است و دارای آب شیرین می‌باشد.این چشمه از جاذبه‌های گردشگری روستای مهارلو محسوب می‌شود.